# Edgar G. Ulmer
Edgar George Ulmer (Olomouc, 17 de Setembro de 1904 — Woodland Hills, Los Angeles, 30 de Setembro de 1972) foi um realizador austríaco radicado nos Estados Unidos.

## Filmografia
- 1964 - Sette contro la morte
- 1961 - L'Atlantide
- 1960 - The Amazing Transparent Man
- 1960 - Beyond the Time Barrier
- 1960 - Annibale
- 1959 - The Perjurer
- 1958 - The Naked Venus
- 1957 - Daughter of Dr. Jekyll
- 1955 - The Naked Dawn
- 1955 - Murder is My Beat
- 1954 - L'amante di Paride
- 1952 - Babes in Bagdad
- 1951 - St. Benny the Dip
- 1951 - The Man from Planet X
- 1949 - I pirati di Capri
- 1948 - Ruthless
- 1947 - Carnegie Hall
- 1946 - The Strange Woman
- 1946 - Her Sister's Secret
- 1946 - The Wife of Monte Cristo
- 1945 - Detour
- 1945 - Club Havana
- 1945 - Strange Illusion
- 1944 - Bluebeard
- 1943 - Jive Junction
- 1943 - Isle of Forgotten Sins
- 1943 - Girls in Chains
- 1943 - My Son, the Hero
- 1942 - Tomorrow We Live
- 1942 - Prisoner of Japan
- 1941 - Another to Conquer
- 1940 - Americaner shadchen
- 1940 - Cloud in the Sky
- 1940 - Goodbye, Mr. Germ
- 1939 - Moon Over Harlem
- 1939 - The Light Ahead
- 1939 - Cossacks in Exile
- 1939 - Let My People Live
- 1938 - The Singing Blacksmith
- 1937 - Green Fields
- 1937 - Natalka Poltavka
- 1937 - La vida bohemia
- 1935 - From Nine to Nine
- 1934 - Thunder Over Texas
- 1934 - The Black Cat
- 1933 - Mr. Broadway
- 1933 - Damaged Lives
- 1929 - Menschen am Sonntag